# Tim Maia (álbum de 1972)
Tim Maia é o terceiro álbum de estúdio do cantor e compositor brasileiro de mesmo nome, lançado em novembro de 1972 pela gravadora Phonogram, através do selo Polydor. As gravações foram realizadas no mesmo ano nos estúdios Eldorado, em São Paulo, e Somil, no Rio de Janeiro. O disco é considerado como sendo "não inspirado" e vendeu menos do que seus antecessores.

## Antecedentes
Após o lançamento de seu segundo álbum, Tim Maia passou temporadas - entre idas e vindas - em Londres, na Inglaterra; em Paris, na França; e em Nova Iorque, nos Estados Unidos. Com isso, além das constantes brigas em seu relacionamento amoroso da época, Tim não dedicou-se à música tal qual havia feito nos dois primeiros discos.

## Gravação e produção
O álbum foi gravado em seis meses, nos estúdios Eldorado, em São Paulo, e Somil, no Rio de Janeiro. Os músicos presentes na gravação seguiram aqueles que já tinham acompanhado Tim nos seus primeiros álbuns, com a adição de diversos músicos egressos do conjunto Abolição, de Dom Salvador, que seria o embrião da futura Banda Black Rio.

## Resenha musical
O álbum abre com um funk rápido e energético, "Idade". A terceira faixa, "O Que Você Quer Apostar", é uma regravação em português de "What Do You Want to Bet?", canção gravada no compacto de estreia de Maia, lançado em 1968 pela Fermata. Na sequência, vem "Canário do Reino", de Carvalho e Zapata, uma fusão de soul e baião que repete a fórmula de "Coroné Antônio Bento" e "A Festa do Santo Reis" dos álbuns anteriores, mas sem o mesmo sucesso. Em seguida, temos "Já Era Tempo de Você", de Carlos Dafé e Rosanah Fienngo, parceiros que Tim havia conhecido naquele ano e que fariam sucesso nas décadas seguintes. O lado A fecha com "These Are the Songs", outra canção de Maia lançada em seu compacto de estreia e que também foi gravada em dueto pelo cantor carioca e por Elis Regina, no álbum Em Pleno Verão da cantora gaúcha. O disco conta, também, com uma regravação de "O Que Me Importa", uma balada de Cury, que décadas mais tarde ficaria conhecida na versão da cantora Marisa Monte.

## Lançamento e recepção
| Críticas profissionais  | Críticas profissionais |
| Avaliações da crítica   | Avaliações da crítica  |
| Fonte                   | Avaliação              |
| ----------------------- | ---------------------- |
| Folha de S.Paulo (1972) | Favorável              |

O álbum foi lançado em novembro de 1972 e, apesar da divulgação por músico e gravadora, apresentou uma vendagem inferior aos discos anteriores.
A Folha de S.Paulo dedicou rápida crítica ao álbum na sua seção de lançamentos, descrevendo-o como um disco muito semelhante aos anteriores.

## Faixas
Todas as faixas escritas e compostas por Tim Maia, exceto onde indicado. 
| Lado A |                           |                               |         |  |
| N.º    | Título                    | Compositor(es)                | Duração |  |
| 1.     | "Idade"                   |                               | 2:47    |  |
| 2.     | "My Little Girl"          |                               | 2:07    |  |
| 3.     | "O Que Você Quer Apostar" |                               | 2:32    |  |
| 4.     | "Canário do Reino"        | Carvalho / Zapata             | 2:25    |  |
| 5.     | "Já Era Tempo de Você"    | Carlos Dafé / Rosanah Fienngo | 3:13    |  |
| 6.     | "These Are the Songs"     |                               | 3:10    |  |

| Lado B |                          |                |         |  |
| N.º    | Título                   | Compositor(es) | Duração |  |
| 1.     | "O Que Me Importa"       | Cury           | 2:30    |  |
| 2.     | "Lamento"                |                | 3:30    |  |
| 3.     | "Sofre"                  |                | 3:00    |  |
| 4.     | "Razão de Sambar"        |                | 1:30    |  |
| 5.     | "Pelo Amor de Deus"      |                | 2:05    |  |
| 6.     | "Where Is my other Half" |                | 5:00    |  |

## Créditos
Créditos dados por Nelson Motta.

### Músicos
- Vocal: Tim Maia
- Violão: Tim Maia
- Violão 12 cordas: Paulinho Guitarra
- Guitarra elétrica: Paulinho Guitarra
- Piano elétrico: José Roberto Bertrami, Dom Salvador e Carlos Dafé
- Órgão elétrico: Carlos Dafé e Pedrinho
- Baixo elétrico: Rubão Sabino
- Acordeão: Zé Cupido
- Contrabaixo: Capacete
- Vibrafone: Garoto da Portela e Cido Bianchi
- Percussão: Elizeu Félix, Mestre Marçal, Roberto Bastos Pinheiro (Luna), Luiz Carlos Batera, Dirceu Medeiros, Ariovaldo Contesini, Hermes Contesini e Don Chacal
- Bateria: Luiz Carlos Batera

Metais
- Trompete: Waldir Arouca de Barros, Paulinho Trompete e Barrosinho
- Trombone: Serginho Trombone
- Saxofone: Antonio Arruda e Oberdan Magalhães
- Flauta: Isidoro Longano

Orquestra
- Cordas:  Alfredo Paulo Lataro, Antonio Felix Ferrer, Clemente Capella, Dorisa Apericida Teixeira De Castro Soares, Joel Tavares, Jorge Gisbert Ezquerdo, Jorge Salim Filho, Loriano Babarchi, Mario Tomassoni, Adolpho Pissarenko, Ana Bezerra De Mello Devos, Frederik Stephany, Gentil Dias, Homero Gelmini, Marcello Pompeu Filho, Marcio Eymard Malard, Maria Léa Magalhães, Nathércia Teixeira Da Silva, Octávio Miranda Ilha, Quinidio Faustino Teixera, Robert Eduard Arnaud

### Ficha técnica
- Direção de arte: Jairo Pires e Paulo de Tarso
- Produção: Tim Maia
- Arranjos: Waldir Arouca de Barros
- Engenheiros de som: Carlos Corrêa, Iedo Gouveia, João Kibelkstis, Luis Paulo Serafim
- Corte de acetato: Joaquim Figueira
- Arte da capa: Aldo Luiz
- Fotografia: Penna Prearo